# Pietro Cannata

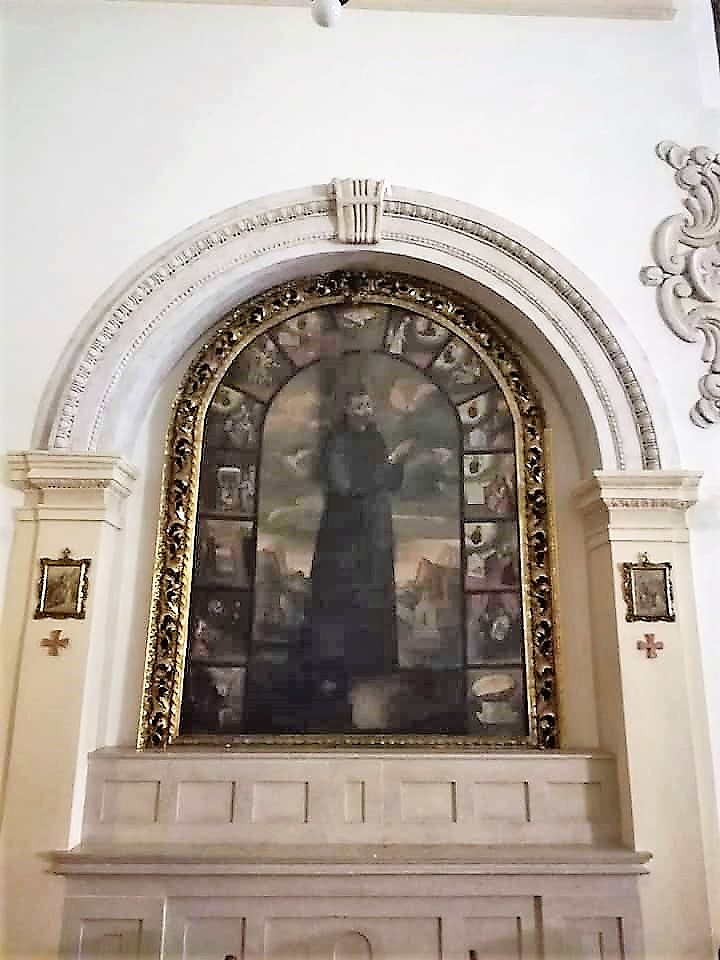
San Diego d'Alcalà, chiesa di Sant'Antonio di Padova del convento dell'Ordine dei frati minori osservanti di Barcellona Pozzo di Gotto.

Pietro Cannata (fl. XVII secolo) è stato un pittore italiano.

## Biografia
Artista documentato nel comprensorio delle cittadine di Barcellona Pozzo di Gotto e Castroreale.

## Opere
- 1650, San Diego d'Alcalà e 15 episodi della vita del santo, olio su tela, dipinto autografo con l'iscrizione "Petro Cannata pingebat 1650", opera custodita nella chiesa di Sant'Antonio di Padova del convento dell'Ordine dei frati minori osservanti di Barcellona Pozzo di Gotto.
- XVII secolo, Trinità e le anime purganti, olio su tela, opera documentata nell'Oratorio delle Anime Purganti di Barcellona Pozzo di Gotto.[1]
- XVII secolo, Santa Apollonia e Santa Barbara, olio su tela, dipinti autografi con l'iscrizione "Petrus Cannata pingebat", opere documentate da Giuseppe Grosso Cacopardo nella chiesa della Candelora di Castroreale.[1][2]